# Liste des chambres de commerce et d'industrie françaises
Depuis la réforme de 2016, le réseau des chambres de commerce et d'industrie est composé :
- de 124 chambres de commerce et d'industrie françaises à l'international (CCIFI) réparties dans 92 pays ;
- de 124 établissements publics de niveau national, régional et de proximité :
  - niveau national : CCI France,
  - niveau régional : 18 chambres de commerce et d'industrie de région (CCIR) dont 5 CCI de région des DOM : Guyane, Iles de Guadeloupe, La Réunion, Martinique et Mayotte,
  - niveau local :
    - 92 chambres de commerce et d'industrie territoriales (CCIT) et locales,
    - 8 chambres de commerce et d'industrie départementales d’Île-de-France,
    - 6 chambres de commerce et d'industrie dans les collectivités d’outre-mer et de Nouvelle-Calédonie : Nouvelle Calédonie, Polynésie Française, Saint-Barthélemy, Saint Martin, Saint Pierre et Miquelon, Wallis-et-Futuna.

## Situation depuis la réforme de 2016
La liste des 123 établissements est la suivante : 12 CCIR + 100 CCI en métropole et 11 en Outre-Mer.

### Auvergne-Rhône-Alpes (1 CCIR et 13 CCI)
- Chambre de commerce et d'industrie de région Auvergne-Rhône-Alpes

#### Ain
- Chambre de commerce et d'industrie de l'Ain

#### Allier
- Chambre de commerce et d'industrie de l'Allier

#### Ardèche
- Chambre de commerce et d'industrie de l'Ardèche

#### Cantal
- Chambre de commerce et d'industrie du Cantal

#### Drôme
- Chambre de commerce et d'industrie de la Drôme

#### Isère
- Chambre de commerce et d'industrie de Grenoble
- Chambre de commerce et d'industrie Nord-Isère

#### Loire
- Chambre de commerce et d'industrie Lyon Métropole Saint-Étienne Roanne

#### Haute-Loire
- Chambre de commerce et d'industrie de la Haute-Loire

#### Puy-de-Dôme
- Chambre de commerce et d'industrie Puy-de-Dôme Clermont Auvergne Métropole

#### Rhône
- Chambre de commerce et d'industrie Lyon Métropole Saint-Étienne Roanne
- Chambre de commerce et d'industrie du Beaujolais

#### Savoie
- Chambre de commerce et d'industrie de la Savoie

#### Haute-Savoie
- Chambre de commerce et d'industrie de la Haute-Savoie

### Bourgogne-Franche-Comté (1 CCIR et 8 CCI)
- Chambre de commerce et d'industrie de région Bourgogne-Franche-Comté

#### Côte-d'Or
- Chambre de commerce et d'industrie de la Côte-d'Or Dijon Métropole

#### Doubs
- Chambre de commerce et d'industrie du Doubs

#### Jura
- Chambre de commerce et d'industrie du Jura

#### Nièvre
- Chambre de commerce et d'industrie de la Nièvre

#### Haute-Saône
- Chambre de commerce et d'industrie de Haute-Saône

#### Saône-et-Loire
- Chambre de commerce et d'industrie de Saône-et-Loire

#### Yonne
- Chambre de commerce et d'industrie de l'Yonne

#### Territoire de Belfort
- Chambre de commerce et d'industrie du Territoire de Belfort

### Bretagne (1 CCIR et 4 CCI)
- Chambre de commerce et d'industrie de région Bretagne

#### Côtes-d'Armor
- Chambre de commerce et d'industrie des Côtes-d'Armor

#### Finistère
- Chambre de commerce et d'industrie Métropolitaine Bretagne Ouest

#### Ille-et-Vilaine
- Chambre de commerce et d'industrie d'Ille-et-Vilaine

#### Morbihan
- Chambre de commerce et d'industrie du Morbihan

### Centre-Val-de-Loire (1 CCIR et 6 CCI)
- Chambre de commerce et d'industrie de région Centre-Val de Loire

#### Cher
- Chambre de commerce et d'industrie du Cher

#### Eure-et-Loir
- Chambre de commerce et d'industrie d'Eure-et-Loir

#### Indre
- Chambre de commerce et d'industrie de l'Indre

#### Indre-et-Loire
- Chambre de commerce et d'industrie de Touraine

#### Loir-et-Cher
- Chambre de commerce et d'industrie de Loir-et-Cher

#### Loiret
- Chambre de commerce et d'industrie du Loiret

### Corse (1 CCIR et 2 CCI)
- Chambre de commerce et d'industrie de région Corse

#### Corse-du-Sud
- Chambre de commerce et d'industrie d'Ajaccio et de la Corse-du-Sud

#### Haute-Corse
- Chambre de commerce et d'industrie de Bastia et de la Haute-Corse

### Grand Est (1 CCIR et 8 CCI)
- Chambre de commerce et d'industrie de région Grand-Est
- Chambre de commerce et d'industrie des Ardennes
- Chambre de commerce et d'industrie de Troyes et de l'Aube
- Chambre de commerce et d'industrie Moselle Métropole Metz
- Chambre de commerce et d'industrie Meuse-Haute-Marne
- Chambre de commerce et d’industrie Marne en Champagne
- Chambre de commerce et d'industrie Grand Nancy Métropole Meurthe-et-Moselle
- Chambre de commerce et d'industrie des Vosges
- Chambre de commerce et d'industrie Alsace Eurométropole

### Hauts-de-France (1 CCIR et 7 CCI)
- Chambre de commerce et d'industrie de région Hauts-de-France
- Chambre de commerce et d'industrie Artois
- Chambre de commerce et d'industrie de l'Aisne
- Chambre de commerce et d'industrie d'Amiens-Picardie
- Chambre de commerce et d'industrie de l'Oise
- Chambre de commerce et d'industrie Grand Hainaut
- Chambre de commerce et d'industrie Grand Lille
- Chambre de commerce et d'industrie Littoral Hauts-de-France

### Île-de-France (1 CCIR et 8 CCI)
- Chambre de commerce et d'industrie de région Paris - Île-de-France

#### Paris
- Chambre de commerce et d'industrie de Paris

#### Seine-et-Marne
- Chambre de commerce et d'industrie de Seine-et-Marne

#### Yvelines
- Chambre de commerce et d'industrie de Versailles-Yvelines

#### Essonne
- Chambre de commerce et d'industrie de l'Essonne

#### Hauts-de-Seine
- Chambre de commerce et d'industrie des Hauts-de-Seine

#### Seine-Saint-Denis
- Chambre de commerce et d'industrie de Seine-Saint-Denis

#### Val-de-Marne
- Chambre de commerce et d'industrie du Val-de-Marne

#### Val-d'Oise
- Chambre de commerce et d'industrie du Val-d'Oise

### Normandie (1 CCIR et 5 CCI)
- Chambre de commerce et d'industrie de région Normandie
- Chambre de commerce et d'industrie Rouen Métropole
- Chambre de commerce et d'industrie Caen Normandie
- Chambre de commerce et d'industrie Portes de Normandie
- Chambre de commerce et d'industrie Ouest Normandie
- Chambre de commerce et d'industrie Seine Estuaire

### Nouvelle-Aquitaine (1 CCIR et 14 CCI)
- Chambre de commerce et d'industrie de région Nouvelle-Aquitaine

#### Charente
- Chambre de commerce et d'industrie de la Charente

#### Charente-Maritime
- Chambre de commerce et d'industrie de La Rochelle
- Chambre de commerce et d'industrie de Rochefort et de Saintonge

#### Corrèze
- Chambre de commerce et d'industrie de la Corrèze

#### Creuse
- Chambre de commerce et d'industrie de la Creuse

#### Dordogne
- Chambre de commerce et d'industrie de la Dordogne

#### Gironde
- Chambre de commerce et d'industrie Bordeaux Gironde

#### Landes
- Chambre de commerce et d'industrie des Landes

#### Lot-et-Garonne
- Chambre de commerce et d'industrie de Lot-et-Garonne

#### Pyrénées-Atlantiques
- Chambre de commerce et d'industrie de Bayonne Pays basque
- Chambre de commerce et d'industrie Pau Béarn

#### Deux-Sèvres
- Chambre de commerce et d'industrie des Deux-Sèvres

#### Vienne
- Chambre de commerce et d'industrie de la Vienne

#### Haute-Vienne
- Chambre de commerce et d'industrie de Limoges et de la Haute-Vienne

### Occitanie (1 CCIR et 13 CCI)
- Chambre de commerce et d'industrie de région Occitanie
- Chambre de commerce et d'industrie de l'Aude
- Chambre de commerce et d'industrie de l'Aveyron
- Chambre de commerce et d'industrie de la Lozère
- Chambre de commerce et d'industrie de l'Ariège
- Chambre de commerce et d'industrie de Toulouse
- Chambre de commerce et d'industrie du Gers
- Chambre de commerce et d'industrie du Lot
- Chambre de commerce et d'industrie du Gard
- Chambre de commerce et d'industrie de l'Hérault
- Chambre de commerce et d'industrie de Montauban et de Tarn-et-Garonne
- Chambre de commerce et d'industrie des Pyrénées-Orientales
- Chambre de commerce et d'industrie de Tarbes et des Hautes-Pyrénées
- Chambre de commerce et d'industrie du Tarn

### Pays-de-la-Loire (1 CCIR et 5 CCI)
- Chambre de commerce et d'industrie de région Pays de la Loire

#### Loire-Atlantique
- Chambre de commerce et d'industrie de Nantes et de Saint-Nazaire

#### Maine-et-Loire
- Chambre de commerce et d'industrie de Maine-et-Loire

#### Mayenne
- Chambre de commerce et d'industrie de la Mayenne

#### Sarthe
- Chambre de commerce et d'industrie du Mans et de la Sarthe

#### Vendée
- Chambre de commerce et d'industrie de la Vendée

### Provence-Alpes-Côte-D'azur (1 CCIR et 7 CCI)
- Chambre de commerce et d'industrie de région Provence-Alpes-Côte d'Azur

#### Alpes-de-Haute-Provence
- Chambre de commerce et d'industrie des Alpes-de-Haute-Provence

#### Hautes-Alpes
- Chambre de commerce et d'industrie des Hautes-Alpes

#### Alpes-Maritimes
- Chambre de commerce et d'industrie de Nice-Côte d'Azur

#### Bouches-du-Rhône
- Chambre de commerce et d'industrie Aix Marseille-Provence
- Chambre de commerce et d'industrie du pays d'Arles

#### Var
- Chambre de commerce et d'industrie du Var

#### Vaucluse
- Chambre de commerce et d'industrie de Vaucluse

### Outre-Mer

#### Régions

##### Guadeloupe
- Chambre de commerce et d'industrie de région Îles de Guadeloupe

##### Guyane
- Chambre de commerce et d'industrie de la Guyane

##### La Réunion
- Chambre de commerce et d'industrie de La Réunion

##### Martinique
- Chambre de commerce et d'industrie de la Martinique

##### Mayotte
- Chambre de commerce et d'industrie de Mayotte

#### Autres collectivités

##### Nouvelle-Calédonie
- Chambre de commerce et d'industrie de Nouvelle-Calédonie

##### Polynésie française
- Chambre de commerce et d'industrie de Polynésie française

##### Saint-Barthélémy
- Chambre de commerce et d'industrie de Saint-Barthélémy (CCISM)

##### Saint-Martin
- Chambre de commerce et d'industrie de Saint-Martin

##### Saint-Pierre-et-Miquelon
- Chambre d'agriculture, de commerce, d'industrie, de métiers et de l'artisanat de Saint-Pierre-et-Miquelon (CACIMA)

##### Wallis-et-Futuna
- Chambre de commerce et d'industrie de Wallis-et-Futuna